# Strävsoppar
Leccinum är ett släkte soppar som bildar ektomykorrhiza med framförallt träd av familjerna Betulaceae (björkväxter) och Salicaceae (videväxter). De förekommer huvudsakligen inom den norra tempererade zonen, med få arter i tropikerna, och kännetecknas av ljust (vitt till gulaktigt) kött och att foten är klädd med mörka (mörknande) fjäll. Antalet arter och dessas kännetecken varierar betydligt mellan olika författare. Utseendemässiga artindelningar baseras huvudsakligen på mikroskopiska karaktärer hos hatthuden och makroskopiska egenskaper som hattens färg, fotens fjäll och eventuell missfärgning av snittytor.
Enligt tidigare taxonomi kallades det som då ansågs som släktet Leccinum (idag betecknat som Leccinum s.lat.) för strävsoppar. Vissa arter som idag förs till andra släkten, som gul strävsopp, Lecinellum crocipodium, har behållit strävsoppsbeteckningen på svenska och beteckningen "strävsoppar" har idag inget taxonomiskt värde.

## Systematik
Släktet kan delas in i tre "sektioner" av vilka en kan delas in i "undersektioner":
- Sektionen Leccinum
  - Leccinum Hattkanten uppdelad i oregelbundna flikar. Köttet rodnar, blånar, svartnar eller grånar i brottytor. Hatten vanligtvis rödtonad. Typart Leccinum aurantiacum.
  - Fumosa Hattkanten helbräddad. Köttet grånar i brottytor. I allmänhet tillsammans med popplar och asp (Populus). Typart Leccinum olivaceoglutinosum.
  - Scabra Hattkanten helbräddad. Köttet missfärgas ej i brottytor. I allmänhet tillsammans med björkar (Betula). Typart Leccinum scabrum.
- Sektionen Luteoscabra Hatthuden är ett nätverk av septerade hyfer med uppsvällda ändar. Porer med gul färgton.
  - Luteoscabra Typart Leccinum nigrescens.
- Sektionen Roseoscabra. Typart Leccinum chromapes. Denna sektion förs av vissa auktorer till släktet Tylopilus, liksom den tidigare sektionen Exima.[5][6]

## Som matsvampar
Samtliga arter anses ätliga, men de bör upphettas tillräckligt: otillräckligt tillagade kan de ge upphov till förgiftningar (magont, kräkningar, illamående, diarré). Fruktkropparna är ofta angripna av larver av svampmyggor.